# El Capea
Pedro Gutiérrez Lorenzo dit « El Capea », né le 27 août 1979 à Salamanque (Espagne), est un matador espagnol.

## Biographie
« El Capea » est le fils de l'ancien matador, aujourd'hui éleveur de taureaux, Pedro Gutiérrez Moya « El Niño de la Capea ».

### Carrière
- Débuts en novillada avec picadors : 2003
- Alternative : Malaga (Espagne) le 16 août 2004. Parrain, Javier Conde; témoin, El Juli. Taureaux de la ganadería de Daniel Ruiz.